# Alvaro de Sande
Alvaro de Sande (Cáceres, 1489 – Milano, 20 ottobre 1573) è stato un generale spagnolo.

## Biografia
Don Alvaro de Sande partecipò a numerose campagne nell'esercito spagnolo tra cui la conquista di Tunisi del 1535, la conquista di Düren e Roermond nel 1543, e la grande battaglia di Mühlberg del 1549, nella quale si distinse particolarmente. Quando la campagna tedesca ebbe fine, Sande combatté nelle guerre in Italia contro la Francia tra le file dei tercios di Milano.
Malgrado l'età avanzata, nel 1560 prese parte alla battaglia di Gerba contro i turchi che si concluse con un tremendo disastro. Dopo una battaglia in mare, i soldati sopravvissuti allo scontro si rifugiarono in un vicino forte ove erano destinati a finire i loro giorni abbandonati. Quando Gianandrea Doria scappò con l'ausilio di un piccolo vascello, Sande divenne comandante delle forze presenti nel forte, che venne presto attaccato dalla forze combinate di Piyale Pascià e di Turgut Reis. Dopo un assedio della durata di tre mesi, la guarnigione si arrese e i 5000 soldati divennero prigionieri e lo stesso Alvaro de Sande venne portato a Istanbul. Dopo 5 anni Sande pagò la somma di 60.000 scudi e venne rilasciato col permesso di tornare in Spagna. Egli combatté nuovamente contro i turchi nell'Assedio di Malta del 1565.
Egli divenne Governatore di Milano ad interim dal 21 agosto 1571 rimanendo in carica sino al 7 aprile 1572.

## Famiglia e titoli
Egli era figlio di don Juan de Sande, secondo signore di Valhondo. Venne ricevuto a Valdefuentes dal re Filippo II di Spagna e nominato Marchese di Piovera.
Sposò Antonia de Guzmán dalla quale ebbe un figlio, Rodrigo de Sande, II marchese di Piovera.

## Albero genealogico
|                                           |   |                        | Genitori                                            |  |  | Nonni                                  |  |  | Bisnonni |  |
|                                           |   |                        |                                                     |  |  | Alvaro de Sande, I signore di Valhondo |  |  | …        |  |
|                                           |   |                        |                                                     |  |  | Alvaro de Sande, I signore di Valhondo |  |  | …        |  |
|                                           |   | …                      |                                                     |  |  | Alvaro de Sande, I signore di Valhondo |  |  |          |  |
| Juan de Sande, II signore di Valhondo     |   |                        |                                                     |  |  | Alvaro de Sande, I signore di Valhondo |  |  |          |  |
|                                           |   | Inés González Espadero | Gonzalo Lorenzo Espadero, signore di la Media Cacha |  |  |                                        |  |  |          |  |
|                                           |   | Inés González Espadero | Gonzalo Lorenzo Espadero, signore di la Media Cacha |  |  |                                        |  |  |          |  |
|                                           |   | Inés González Espadero | Elvira Alfonso de Valverde                          |  |  |                                        |  |  |          |  |
| Alvaro de Sande, I marchese de la Piovera |   | Inés González Espadero |                                                     |  |  |                                        |  |  |          |  |
|                                           | … | …                      |                                                     |  |  |                                        |  |  |          |  |
|                                           | … | …                      |                                                     |  |  |                                        |  |  |          |  |
|                                           | … | …                      |                                                     |  |  |                                        |  |  |          |  |
| …                                         | … |                        |                                                     |  |  |                                        |  |  |          |  |
|                                           |   | …                      | …                                                   |  |  |                                        |  |  |          |  |
|                                           |   | …                      | …                                                   |  |  |                                        |  |  |          |  |
|                                           |   | …                      | …                                                   |  |  |                                        |  |  |          |  |
|                                           |   | …                      |                                                     |  |  |                                        |  |  |          |  |

## Fonti
- El Periodico Extremadura (Spanish), su elperiodicoextremadura.com (archiviato dall'url originale il 26 luglio 2011).
- GeneAll.net.